# Сельми, Джузеппе
Джузеппе Сельми (итал. Giuseppe Selmi; 12 апреля 1912 года, Модена — 8 февраля 1987 года, Рим) — итальянский виолончелист и композитор.
Учился в Модене у Эрколе Бретанья (1875—1945), затем у Энрико Майнарди и Пабло Казальса.
Во время Второй мировой войны был призван в армию, воевал на Восточном фронте, был взят в плен советскими войсками. Осенью 1943 г. в лагере для военнопленных в районе Тернополя написал своё наиболее известное сочинение — Духовный концерт (итал. Concerto Spirituale) для виолончели с оркестром ре мажор; в 1952 г. этот концерт получил первую премию в композиторской номинации Международного конкурса имени Виотти. Сельми принадлежит и ряд других произведений виолончельного репертуара — в частности, Три элегические песни для виолончели и фортепиано (Памяти не вернувшихся).
На протяжении многих лет Сельми был первой виолончелью Симфонического оркестра Итальянского радио в Риме и играл под руководством крупнейших дирижёров середины XX века — в частности, Бруно Вальтера, Герберта фон Караяна, Димитриса Митропулоса, Леонарда Бернстайна, Лорина Маазеля. Среди немногочисленных сольных записей Сельми — альбом виолончельной музыки современных итальянских композиторов, включавший, в частности, сонату Альфредо Казеллы; кроме того, Сельми записал адажио Франко Маннино для саундтрека фильма Лукино Висконти «Невинный» и принял участие в ансамбле, сопровождавшем Фабрицио Де Андре на альбоме «Non al denaro non all’amore né al cielo» (1971).
Среди учеников Сельми, в частности, Франс Хельмерсон.